# 弗特爾瓦利鎮區 (北達科他州迪瓦德縣)
弗特爾瓦利鎮區（英語：Fertile Valley Township）是位於美國北達科他州迪瓦德縣的一個鎮區。

## 地方資料
弗特爾瓦利鎮區的面積為178.46平方千米，當中陸地面積為167.56平方千米，而水域面積為10.90平方千米。根據2020年美國人口普查的數據，當地共有人口23人，而人口密度為每平方千米0.13人。